# Table des caractères Unicode/U110D0
Cette page contient des caractères spéciaux ou non latins. S’ils s’affichent mal (▯, ?, etc.), consultez la page d’aide Unicode.
Table des caractères Unicode U+110D0 à U+110FF.

## Sora sompeng(Unicode 6.1)
Caractères utilisés pour l’écriture avec l’alphasyllabaire (ou abugida) sora sompeng (en). Ce bloc contient les consonnes de base, les voyelles, une autre lettre et les chiffres décimaux.

### Table des caractères
| en fr   | 0 | 1 | 2 | 3 | 4 | 5 | 6 | 7 | 8 | 9 | A | B | C | D | E | F |
| U+110D0 | 𑃐 | 𑃑 | 𑃒 | 𑃓 | 𑃔 | 𑃕 | 𑃖 | 𑃗 | 𑃘 | 𑃙 | 𑃚 | 𑃛 | 𑃜 | 𑃝 | 𑃞 | 𑃟 |
| ------- | - | - | - | - | - | - | - | - | - | - | - | - | - | - | - | - |
| U+110E0 | 𑃠 | 𑃡 | 𑃢 | 𑃣 | 𑃤 | 𑃥 | 𑃦 | 𑃧 | 𑃨 |   |   |   |   |   |   |   |
| U+110F0 | 𑃰 | 𑃱 | 𑃲 | 𑃳 | 𑃴 | 𑃵 | 𑃶 | 𑃷 | 𑃸 | 𑃹 |   |   |   |   |   |   |

### Historique

#### Version initiale Unicode 6.1
C'est à ce jour la seule version publiée de ce bloc.